# Ellen Key
Ellen Karolina Sofia Key (Småland, 11 dicembre 1849 – 25 aprile 1926) è stata una scrittrice svedese.

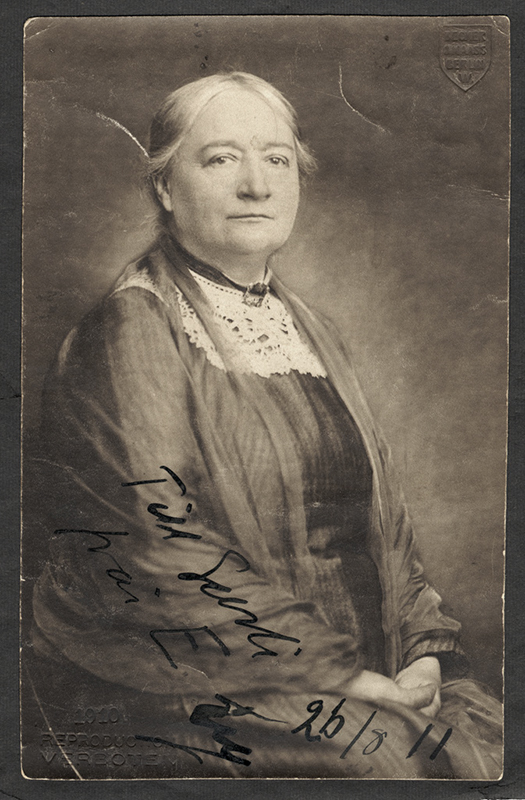
Ellen Key

È stata soprattutto una pedagogista, autrice di numerosi scritti in ambito educativo, etico e femminista, fu un importante espondente del Det moderna genombrottet, movimento letterario svedese ispirato al naturalismo. 
Fu una dei primi sostenitori dell'approccio educativo incentrato attorno al bambino ed una suffraggetta.
La sua opera più conosciuta è Il secolo dei fanciulli pubblicato per la prima volta nel 1900.

## Biografia

### Giovinezza
Ellen Key nacque nella villa di Sundsholm in Småland, Svezia, l'11 dicembre 1849. Suo padre era Emil Key, il fondatore del Partito Agrario svedese e un frequente collaboratore del quotidiano svedese "Aftonposten". Sua madre era Sophie Posse Key, nata in una famiglia aristocratica della meridionale Contea della Scania. Emil comprò Sundsholm quando si sposò; vent'anni dopo lo vendette per ragioni finanziarie.
Ellen venne per lo più educata a casa, dove sua madre le insegnò grammatica e aritmetica e la sua governante straniera le lingue. Tra le sue letture favorite dell'infanzia ricorda  Amtmandens Døtre  di Camilla Collett e le opere teatrali di Henrik Ibsen, La commedia dell'amore, Brand e Peer Gynt. Quando aveva vent'anni, suo padre fu eletto in Parlamento e si trasferirono a Stoccolma, dove sfruttò ampiamente l'accesso alle biblioteche. e studiò al progressita Rossander Course.

### 1870 - 1880
Dopo una corrispondenza con l'autore Urban von Feilitzen, scrisse una recensione della sua opera "Protestantismens Maria-kult" che venne pubblicata su un periodico sotto lo pseudonimo di Robinson. La lettura del volume diede struttura ai suoi pensieri di Key aiutandola a definire le sue convinzioni sul ruolo delle donne come madri ed educatrici.
Key sperava che Feilitzen avrebbe lasciato la moglie che non condivideva simili interessi, ma lui rifiutò.
Nell'estate del 1874, Key si trasferì in Danimarca e studiò le scuole popolari locali, istituti di istruzione superiore per i giovani provenienti dalle campagne. Una delle sue prime ambizioni era quella di fondare una scuola popolare svedese, ma nel 1880 decise di diventare un'insegnante presso la scuola per sole ragazze Anna Whitlock di Stoccolma.
Poco dopo il suo trasferimento a Stoccolma, fece amicizia con Sophie Adlersparre, editore di "Tidskrift för Hemmet", rivista fondata nel 1859 da Adlersparre e Rosalie Olivecrona. Nel 1874 "Tidskrift för Hemmet" pubblicò il suo primo articolo dedicato a Camilla Collett, a cui ne fecero seguito altri. Pubblicò anche alcuni studi biografici su George Eliot e Elizabeth Barrett Browning.
Molti degli autori della rivista appartenevano all'organizzazione femminile liberale fondata nel 1884 "Fredrika-Bremer-förbundet".

### 1880 - 1890
Nel 1883, Key iniziò ad insegnare alla scuola Anton Nyström, l'Istituto del Popolo, fondato nel 1880. Aiutò anche a organizzare "The Twelves", un gruppo di dodici donne dell'alta borghesia che patrocinavano e organizzavano funzioni sociali per aiutare a migliorare le maniere delle donne della classe lavoratrice.
Nonostante Key condividesse diverse opinioni coni membri della Fredrika Bremer Förbundet, negli anni 1880 si oppose al gruppo su due questioni: l'importanza della sessualità e il significato sociale delle differenze biologiche tra uomo e donna. Nel 1886 Key pubblicò Om reaktionen mot kvinnofrågan (Sulle reazioni contro la questione femminile), un'opera ampiamente critica nei confronti delle tendenze egualitarie del movimento femminile svedese. L'opera fu pubblicata nel giornale di Gustaf af Geijerstam di nome Revy i litterära och sociala frågor (Revisione dei problemi sociali e letterari).
Sempre nel 1886 scrisse una recensione del volume En sommarsaga di Anne Charlotte Leffler sulla rivista Framåt. Nel testo criticò il volume nel quale veniva presentato il tentativo di una donna di combinare matrimonio, maternità con la sua carriera di artista.
Key collaborò con tre diverse riviste, ciascuna con una visione diversa dei diritti delle donne: Tidskrift för Hemmet, Dagny, e Framåt. Quest'ultima fu pubblicata a Göteborg da Alma Åkermark e riportava informazioni sui tabù dell'epoca, tra cui sifilide, repressione sessuale e socialismo. Il libro di Mathilda Malling Pyrrhus-segrar pubblicato sotto lo pseudonimo di Stella Kleve nel 1886, venne considerato estremamente controverso dalla società intellettuale scandinava poiché narrava la storia di una giovane donna in punto di morte che lamentava l'impossibilità di aver seguito le sue volontà e che questo forse le avrebbe salvato la vita.
Nel 1889, pubblicò Några tankar om huru reaktioner uppstå, jämte ett genmäle till d:r Carl v. Bergen, samt om yttrande och tryckfrihet che la contrassegnò politicamente come radical sociale, affiliazione che mai negò.

### Cambio di prospettiva
Key crebbe in un'atmosfera di liberalismo, e fino al 1880 le sue convinzioni politiche erano radicalmente liberali. Era repubblicana, con l'idea di libertà come punto di riferimento. Con il tempo, il suo pensiero divenne più radicale, influenzando prima le sue credenze religiose e poi le sue opinioni sulla società in generale. Questo cambio fu il risultato di approfonditi studi, dal 1890 iniziò a leggere i testi della letteratura socialista e si inclinò sempre più verso il socialismo.
Key crebbe in una rigida famiglia cristiana, ma mentre cresceva iniziò a mettere in discussione le sue idee. Dal 1879 studiò Charles Darwin, Herbert Spencer e Thomas Henry Huxley e nell'autunno di quell'anno incontrò sia Huxley che Ernst Haeckel, il biologo e filosofo tedesco, a Londra. Il principio di evoluzione, in cui Ellen Key aveva iniziato a credere, ebbe un'influenza anche sulla sua visione educativa.
Si dice che abbia detto:
"Accanto alla guerra di classe, la guerra culturale deve essere incessantemente condotta dai giovani e tra i giovani su cui poggia la responsabilità di rendere la nuova società migliore per tutti più di quanto avrebbero potuto fare i vecchi."

### Vecchiaia
All'inizio degli anni novanta, Key decise di scrivere biografie di donne che avevano ricoperto un ruolo importante nella società intellettuale svedese, tra cui: Victoria Benedictsson, Anne Charlotte Leffler, e Sonia Kovalevsky. Scriverà anche di Johann Wolfgang von Goethe e Carl Jonas Love Almqvist.
Dopo essersi ritirata dall'insegnamento, incontrò ed aiutò il giovane poeta Rainer Maria Rilke. Successivamente venne dipinta da Hanna Pauli.
Morì il 25 aprile 1926 all'età di settantasei anni.

## Opere selezionate e tradotte in inglese
Ellen Key iniziò la sua carriera letteraria pubblicando dei saggi. L'opuscolo On Freedom of Speech and Publishing (1889) la rese famosa presso il pubblico. Il suo nome e i suoi libri furono tema di vivaci discussioni. 
Tra le sue opere:
- Individualism and Socialism (1896)
- Images of Thought (1898)
- Human-beings (1899)
- Lifelines, volumes I-III (1903–06)
- Neutrality of the Souls (1916).

Riguardo alle teorie educative, il suo primo articolo potrebbe essere Teachers for Infants at Home and in School, pubblicato come Tidskrift för hemmet (1876). 
Il suo primo e più famoso saggio fu Books versus Coursebooks pubblicato sulla rivista Verdandi nel 1884. Più tardi, sulla stessa rivista pubblicò altri articoli tra cui A Statement on Co-Education (1888) e Murdering the Soul in Schools. Pubblicò poi Education (1897), Beauty for All (1899)e Popular Education with Special Consideration for the Development of Aesthetic Sense. In quest'ultimo emerge la sua visione estetica
Molti degli scritti di Key vennero tradotti in inglese da Mamah Borthwick durante la sua relazione con Frank Lloyd Wright.
Tra i suoi testi più famosi pubblicati in inglese:
- The Morality of Woman (1911)
- Love and Marriage (1911, repr. with critical and biographical notes by Havelock Ellis, 1931)
- The Century of the Child (1909)
- The Woman Movement (1912)
- The Younger Generation (1914)
- War, Peace, and the Future (1916).[7]

## Eredità sociale
Key ha ispirato autori quali Selma Lagerlöf, Marika Stjernstedt, Waka Yamada and Elin Wägner. Maria Montessori scrisse che aveva predetto che il XX secolo sarebbe stato "Il secolo dei fanciulli", Havelock Ellis scrisse positivamente di lei riguardo ai suoi studi sulla sessualità.
Key riteneva che il concetto di maternità sia cruciale per la società e che il governo, anziché i mariti, dovrebbe supportare le madri ed i loro figli. Queste idee riguardo allo stato sociale hanno influenzato le politiche sociali di diversi paesi.
Una consistenze porzione di testi scritti da Key è custodita presso la Biblioteca Nazionale a Stoccolma.
Nel 1890, Key commissionò la casa Strand progettata dall'architetto Yngve Rasmussen che divenne "un centro per l'avanguardia intellettuale e artistica politicamente radicale di Stoccolma". La casa di Key è diventata una fondazione ed un centro turistico.